# La Chaise-Dieu
La Chaise-Dieu es una comuna francesa, situada en el departamento de Alto Loira en la región de Auvernia.

## Geografía
La Chaise-Dieu ocupa 1082 m de butte que dominan una llanura entre los montes de Livradois y Velay. Las ciudades más cercanas son Brioude, Ambert y Le Puy-en-Velay.

## Historia
La Chaise-Dieu debe su nombre al Latín casa dei (Casa de Dios), en referencia a la abadía benedictina que fue fundada en el lugar en 1043 por Roberto de Turlande, un pariente de Gerald de Aurillac y canon de la iglesia cercana de San Julián en Brioude. Roberto sirvió como aprendiz en Cluny con el Abad Odilo y luego como abad en la comunidad que fundó en el desierto, e inicialmente en compañía de un caballero arrepentido, Stephen. La fecha tradicional de la fundación es el 28 de diciembre de 1043. La abadía tuvo cerca de 300 monjes y 42 prioratos periféricos dependiendo de la misma cuando Roberto de Turlande falleció, probablemente en 1067. Tras su muerte, Roberto fue rápidamente canonizado (1095) como San Roberto de Turlande. La Chaise-Dieu continuó creciendo durante la Edad Media, convirtiéndose en hogar de varias congregaciones de Monjes Negros. El Papa Clemente VI comenzó su vocación como monje en Chaise Dieu y fue patrón de la iglesia de la abadía (construida entre 1344–1350), un detalle adecuado a su tumba.
Los monjes fueron pasando y la abadía secularizó durante la Revolución francesa. La iglesia de la abadía de Clemente, su tumba y la abadía permanecieron. 
El pianista Húngaro Georges Cziffra comenzó en La Chaise-Dieu un festival anual de música sacra en 1966.

## Administración
| Período         | Identidad       | Partido | Autoridad |
| --------------- | --------------- | ------- | --------- |
| marzo de 2001 - | Robert Flauraud |         |           |

## Otros nombres

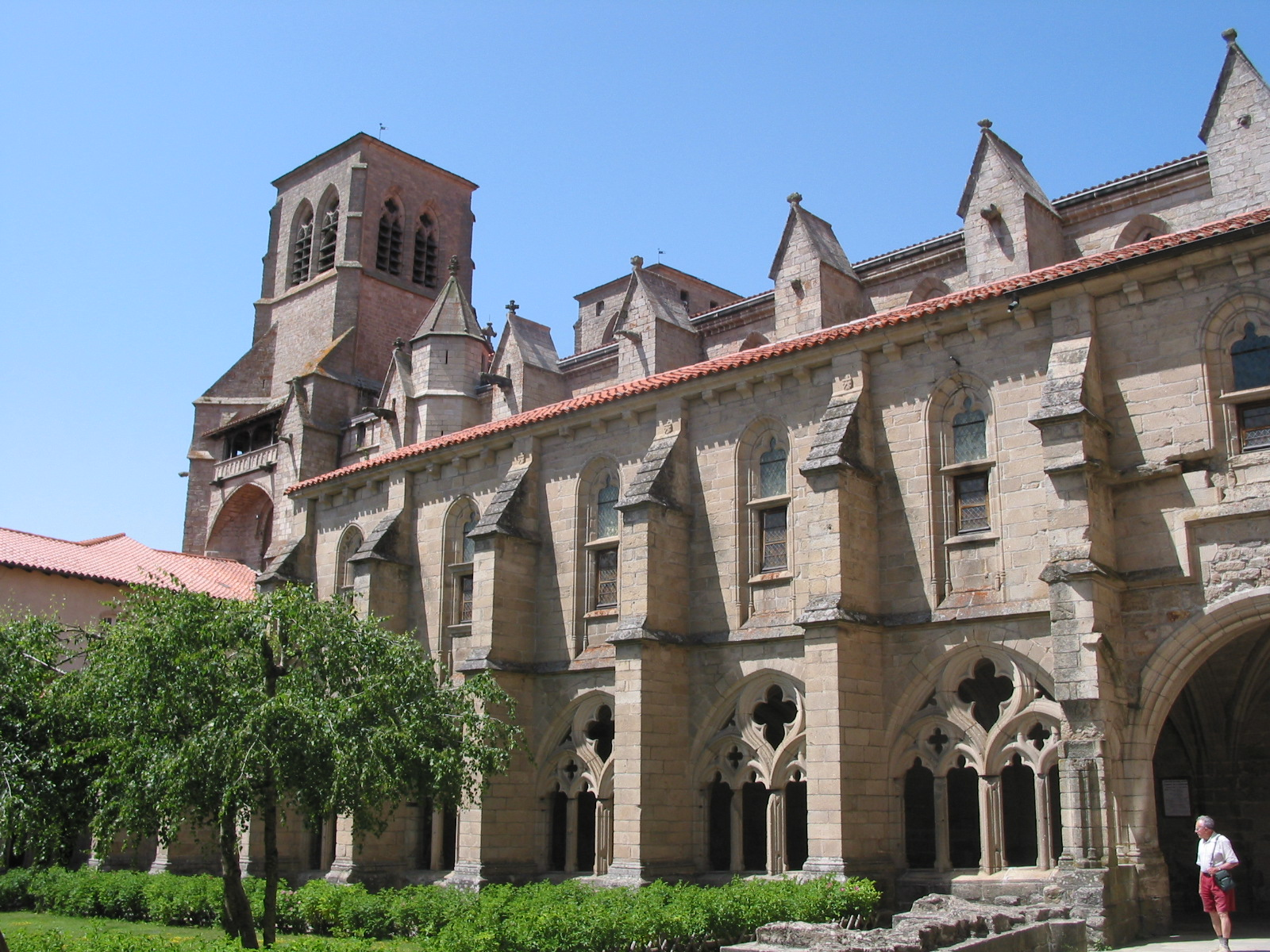
La iglesia de la abadía.

- Arfeuille
- Baffour
- Champrigaud
- La Chaud
- La Combomard
- La Pénide
- Le Chaloux
- Les Chapus
- L'Escurlerie
- L'Orme
- Roussac

## Demografía
| 923 | 900 | 907 | 789 | 778 | 772 |
| Para los censos de 1962 a 1999 la población legal corresponde a la población sin duplicidades (Fuente: INSEE [Consultar]) |     |     |     |     |     |

## Jardines Europeos
Proyecto de jardín, integrado en la iniciativa Interreg III  con participación de localidades España, Portugal y Francia.
- Modúbar de la Emparedada contempla plantar unos 1000 árboles en nueve hectáreas de una escombrera y acondicionar la vía férrea Santander-Mediterráneo
- Vila Nova de Paiva en el parque natural de la Sierra de la Estrella, rehabilitando un viejo vivero para contribuir a la recuperación de sus bosques, caracterizados por una importante degradación.
- Guarda Vila Soeiro también  persigue recuperar un bosque, devastado por un incendio.
- La Chaise-Dieu en el parque natural de Livradois-Forez frenado la invasión de árboles resineros, sustituyéndolos por frutales y creando un vivero de plantas medicinales .

Se realizó en varias fases: Planificación, jornadas de trabajo en la red de jardines, contacto con entidades el sudoeste europeo, intercambio de árboles y plantación, ejecución de mini-infraestructuras, actividades de promoción con página web  , campo de trabajo joven, celebración del Seminario Internacional sobre Recuperación de Espacios Degradados , Taller Internacional sobre Soluciones para el futuro de la Red de Jardines y publicación: Árboles medicinales del Sudoeste Europeo .

## Monumentos

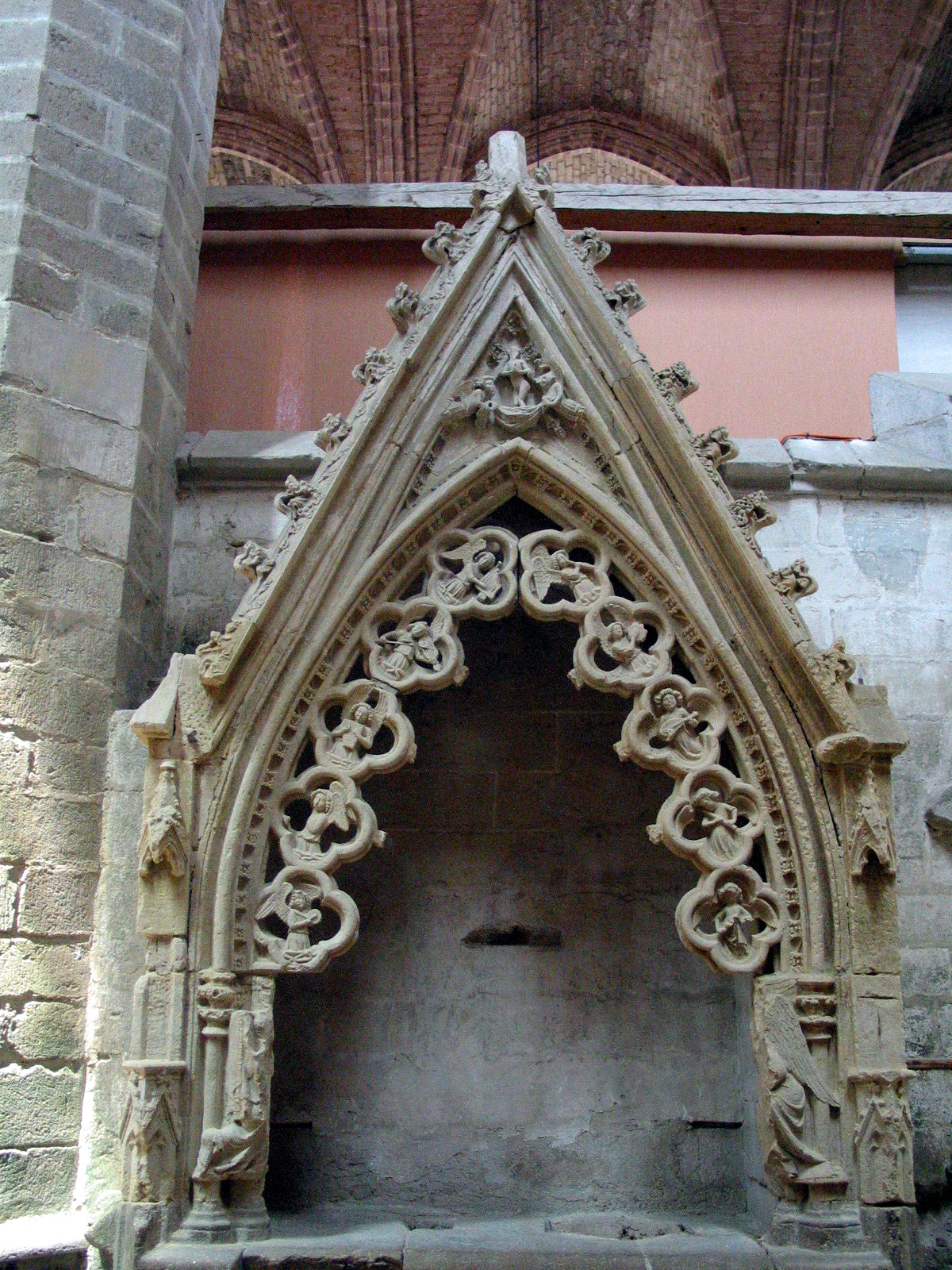
Tumba de Rencon de Montclar.
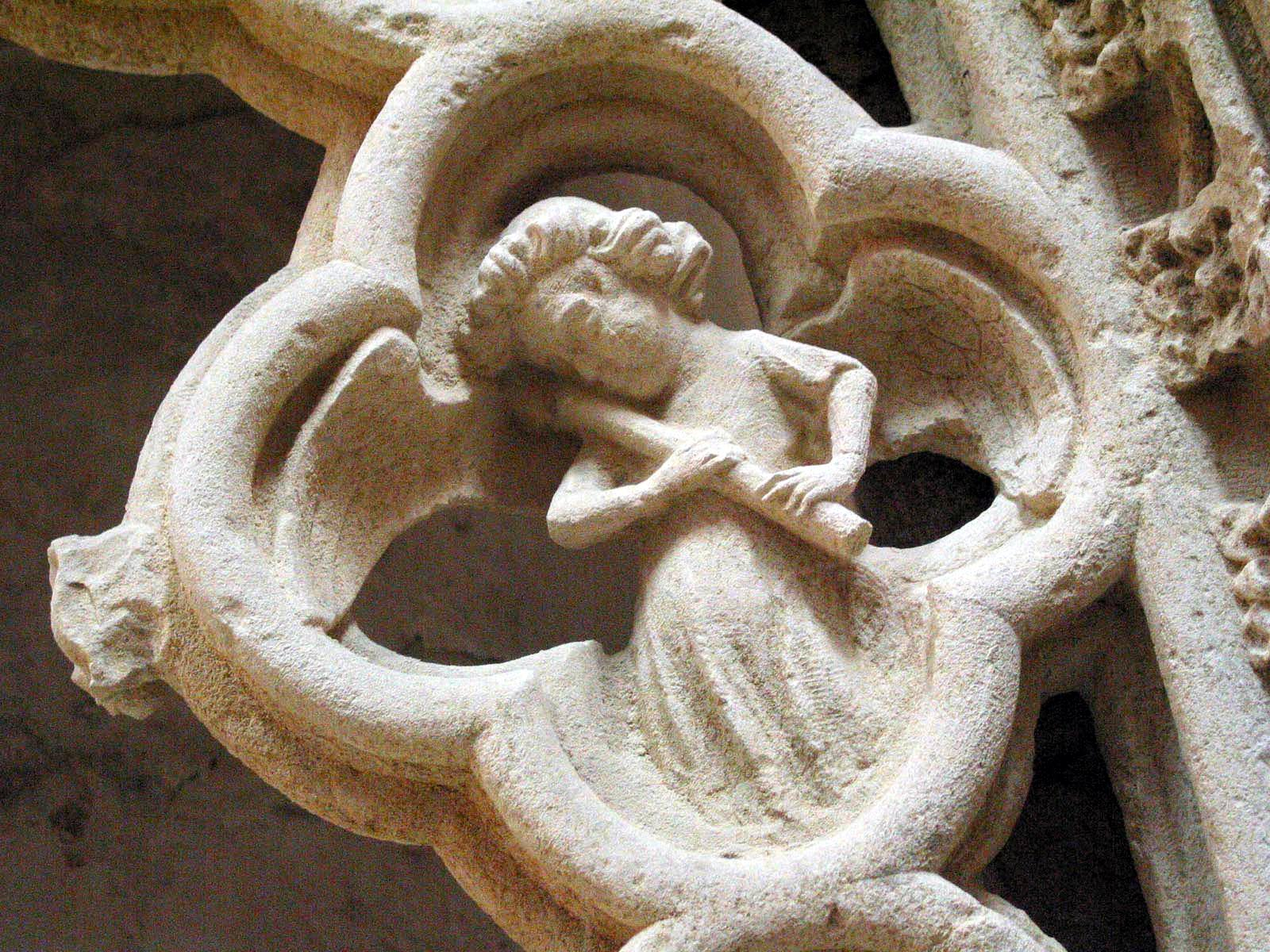
Ángel músico tocando la flauta - detalle de la tumba de Rencon de Montclar.
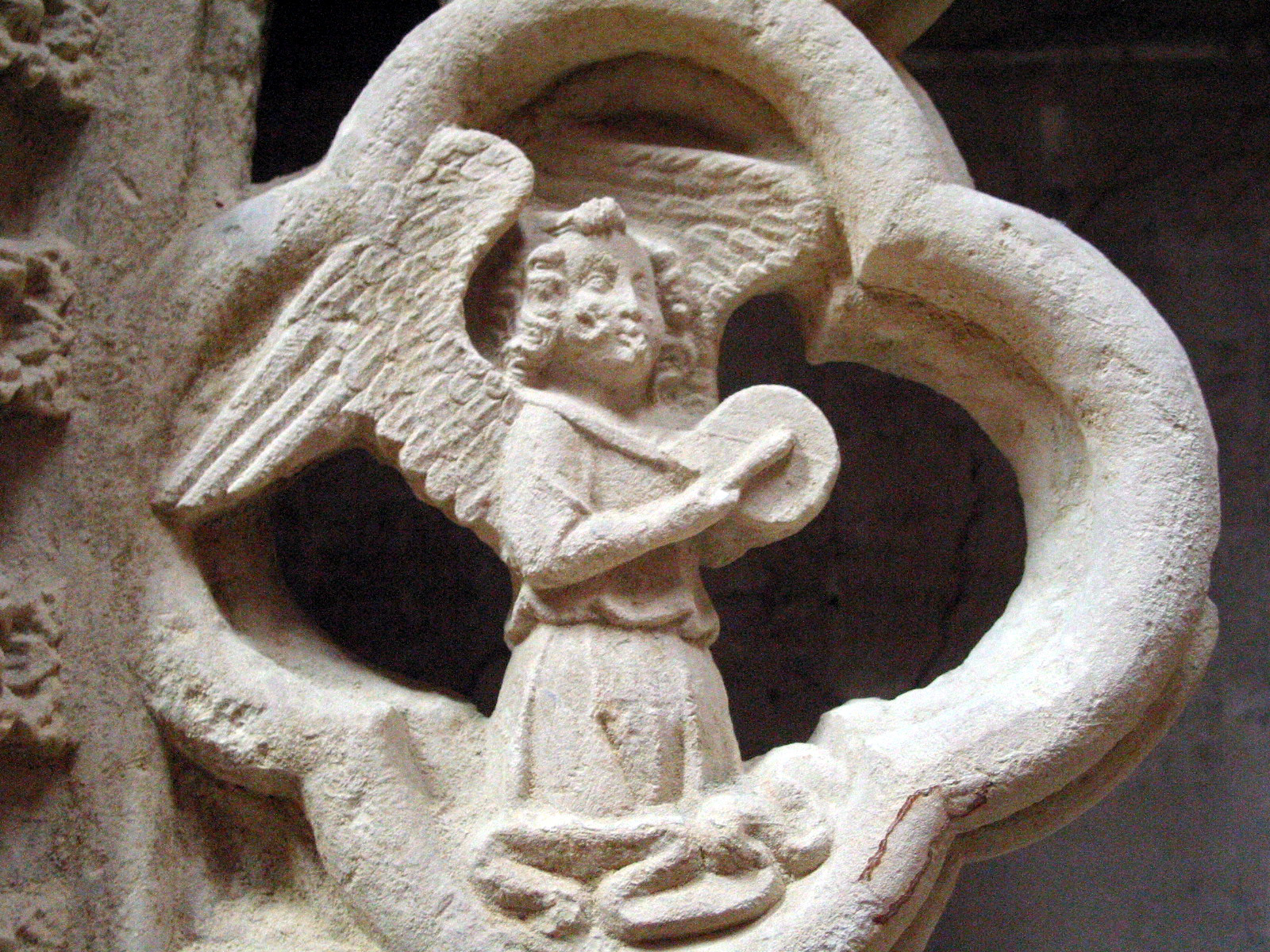
Ángel músico tocando el tamboril - detalle de la tumba de Rencon de Montclar.
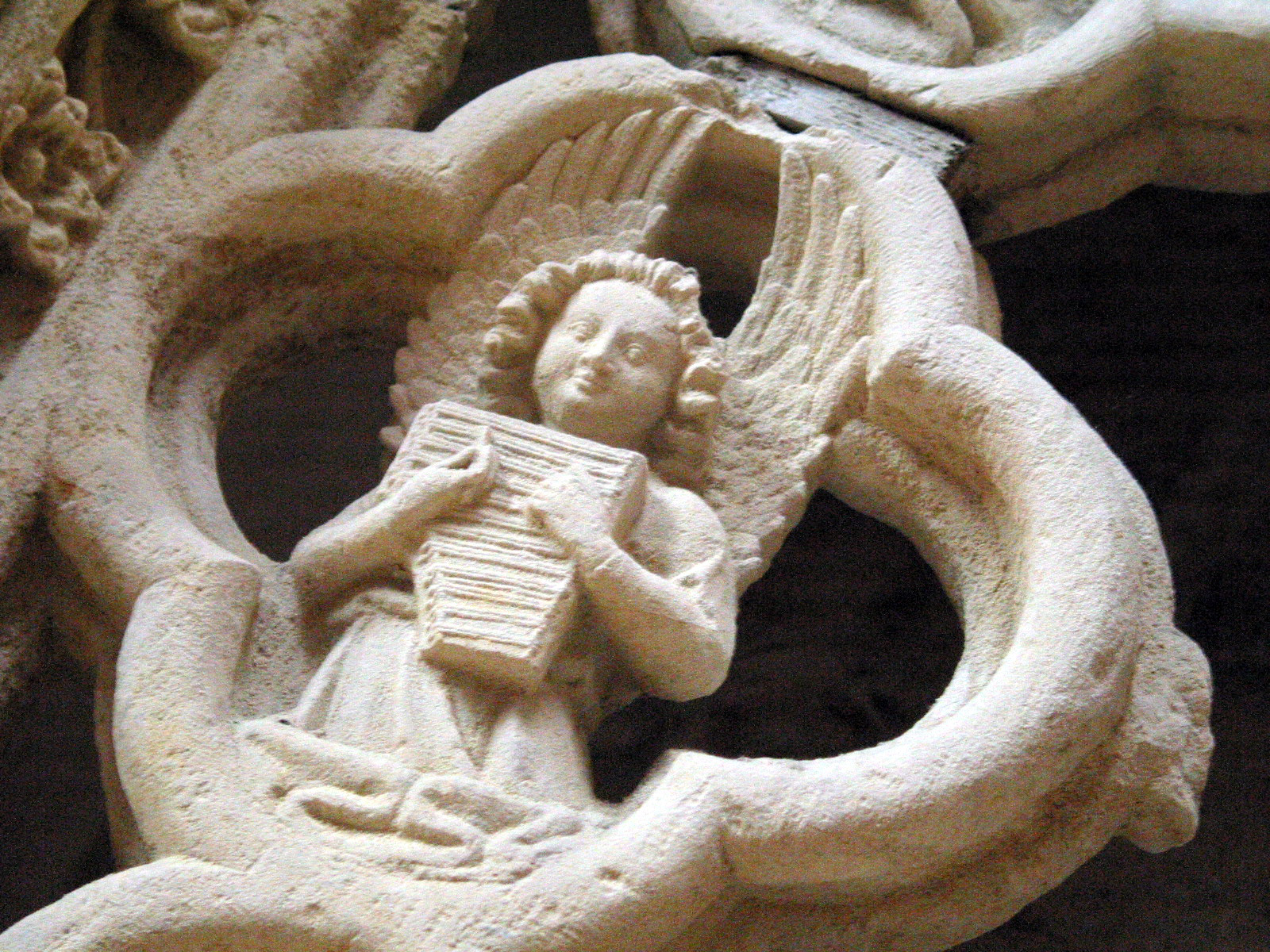
Ángel músico - detalle de la tumba de Rencon de Montclar.
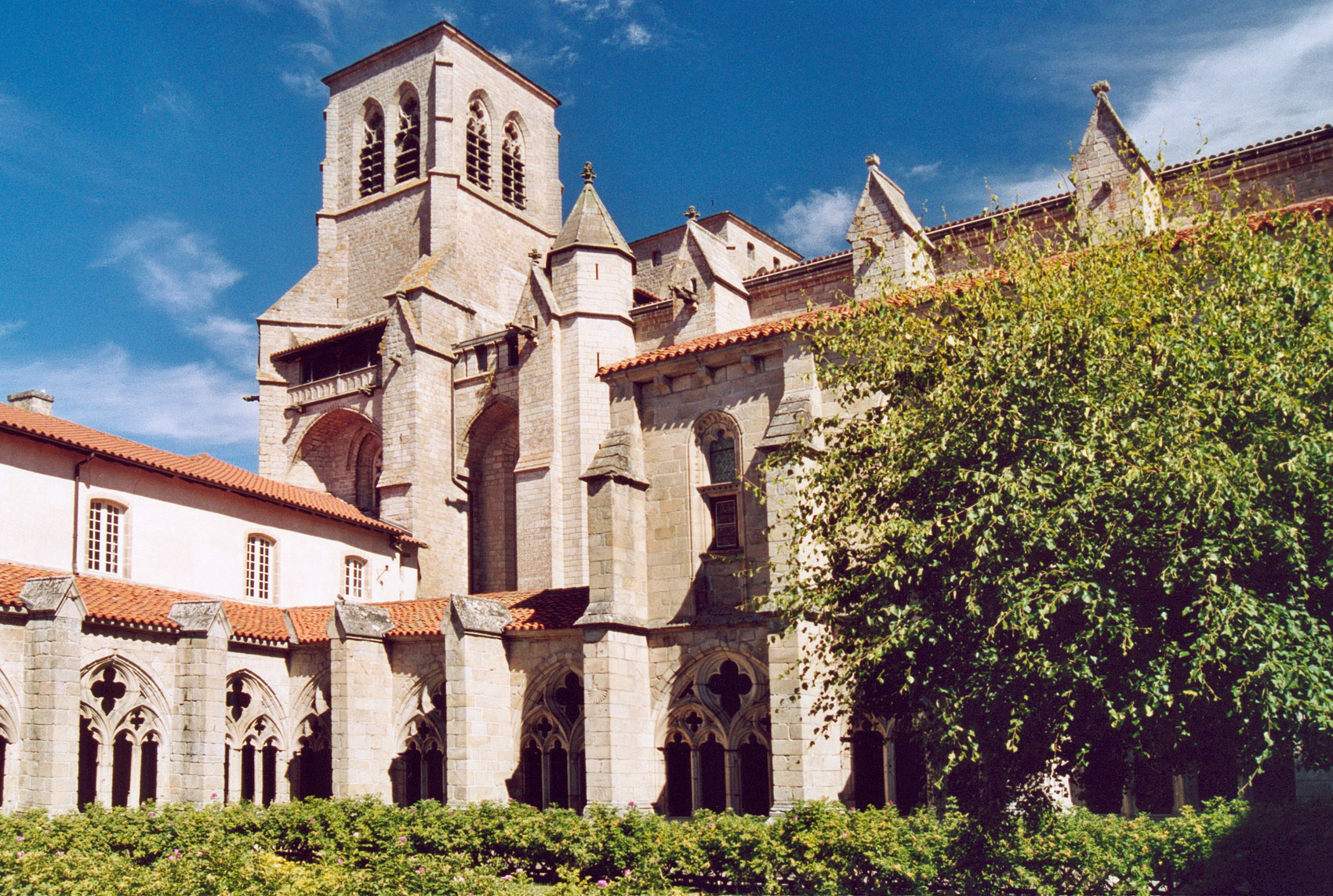
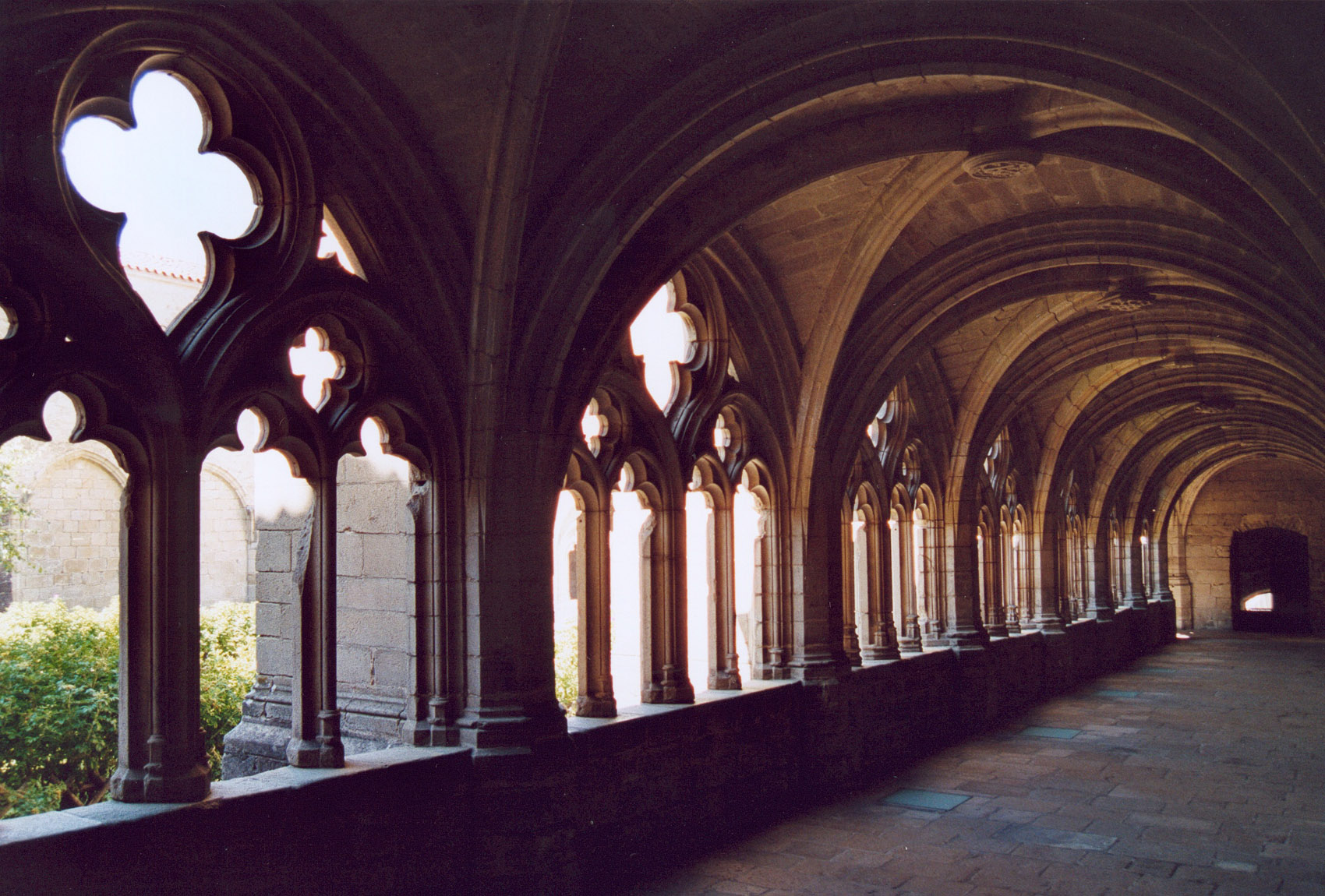
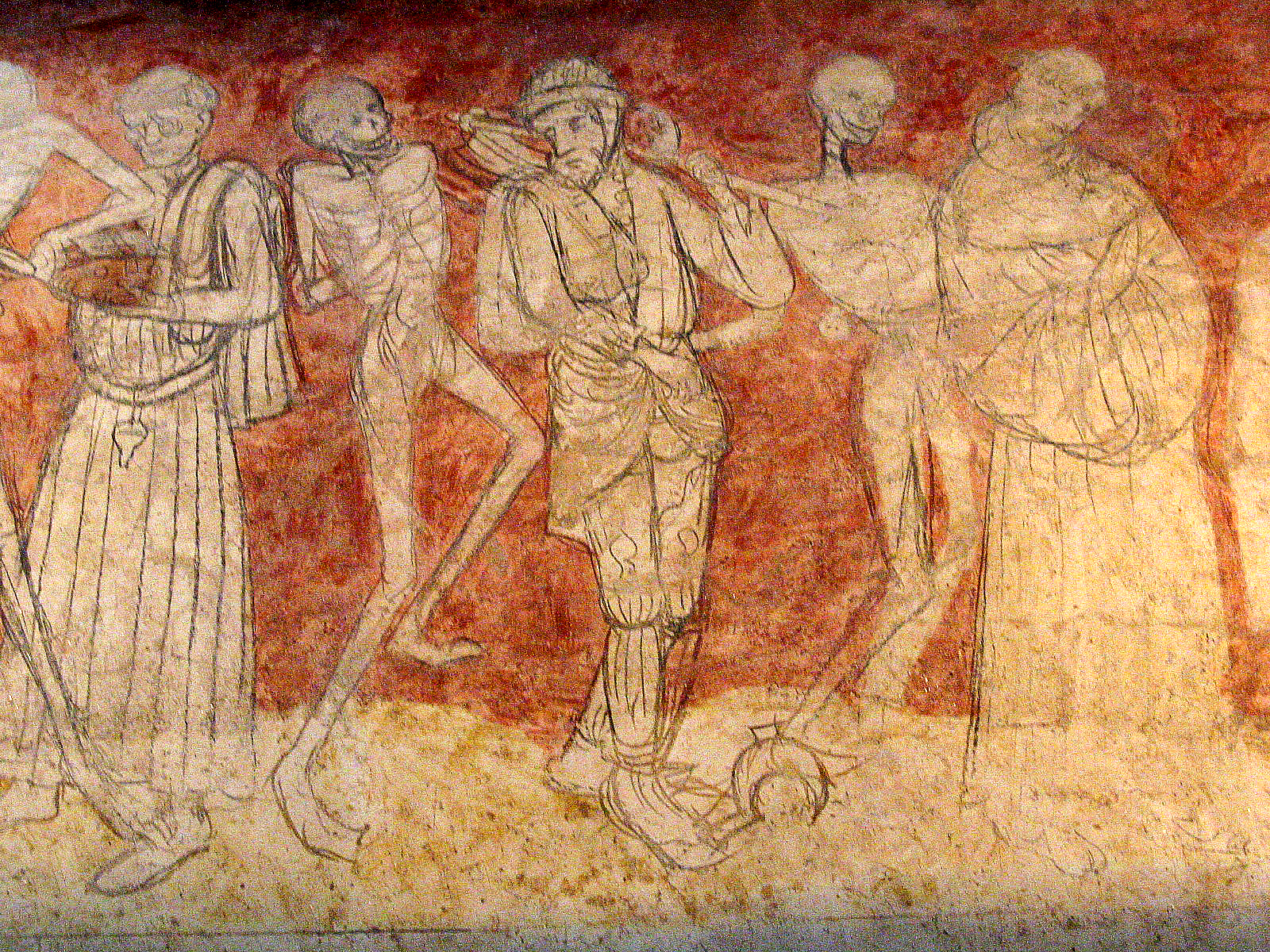
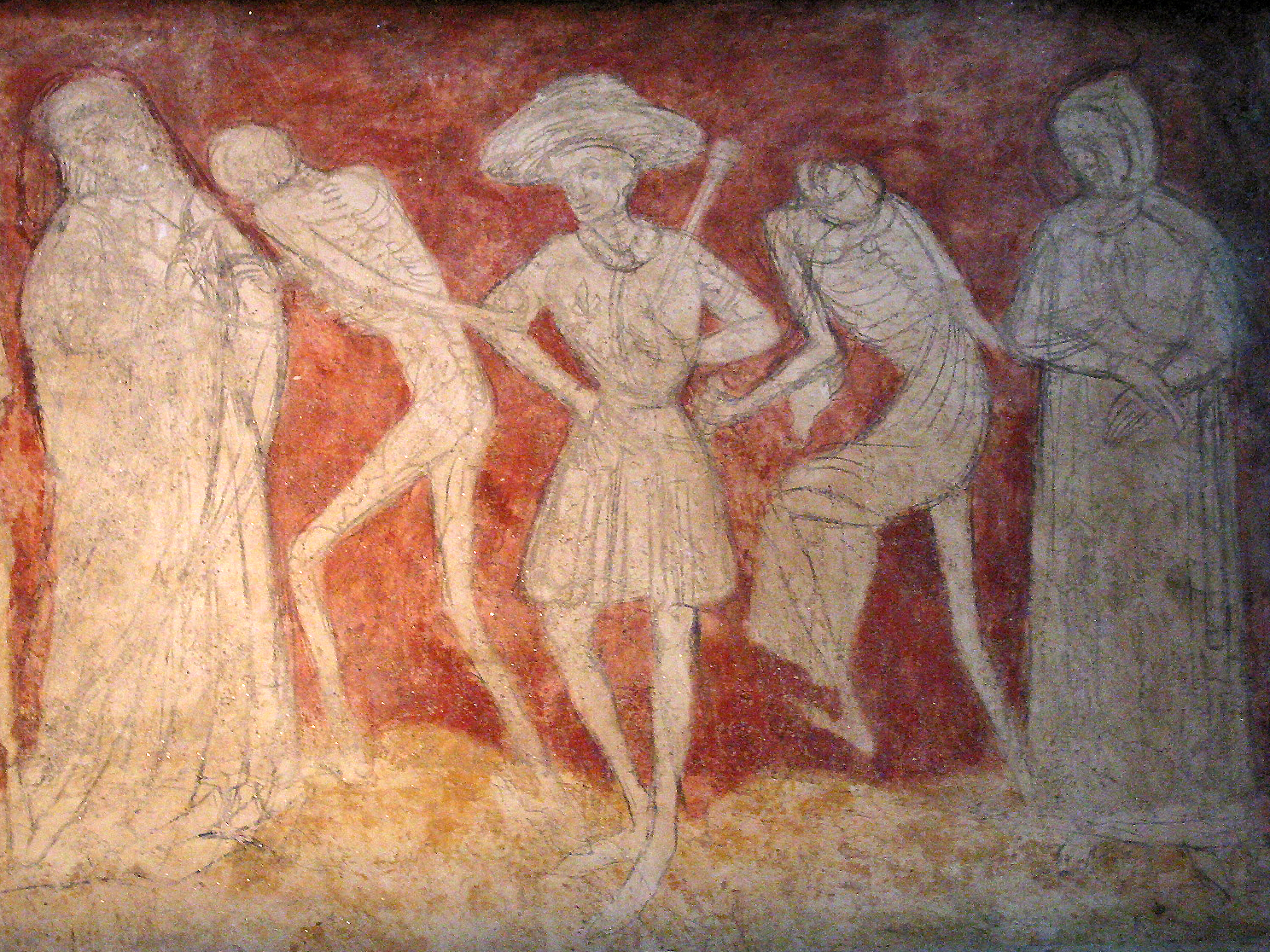